# Kaufhaus Barthel

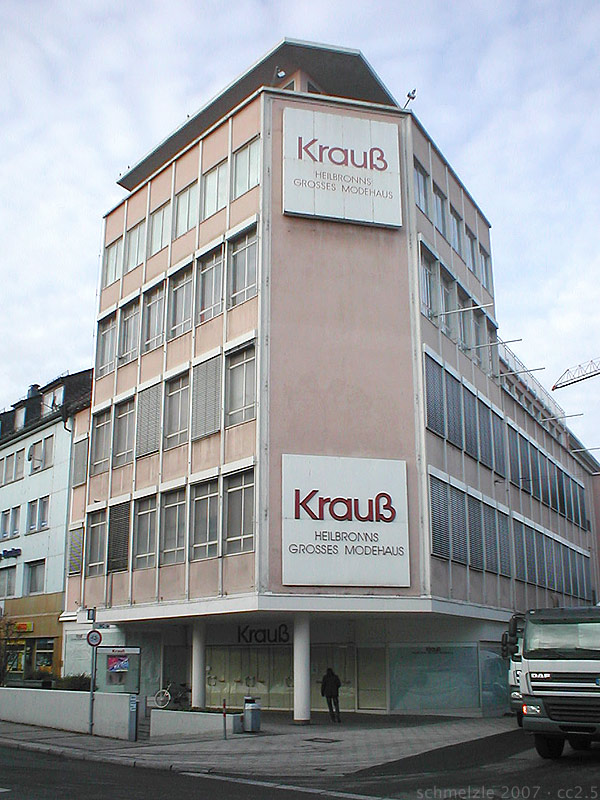
Moderne Architektur:
Kaufhaus Barthel von Willi Ulmer & Mühleisen.

Das Kaufhaus Barthel war ein Eckbau Kilian-/Klarastraße an der Allee in Heilbronn, das im Jahre 1956 als das „größte Bekleidungshaus des Unterlandes “ bekannt wurde und entsprechend in Uwe Jacobis Artikel Barthel an der Allee gewürdigt wurde. Wegen seiner Architektur wurde das Eckgebäude von Joachim Hennze in Stille Zeitzeugen. 500 Jahre Heilbronner Architektur gewürdigt.

## Geschichte

### Textilhaus Barthel (1956): „größtes Bekleidungshaus des Unterlandes“
Im Jahre 1949 eröffnete Wilhelm Barthel in einem kleinen Gebäude an der nördlichen Ecke Allee/Kilianstraße sein Geschäft (seit 1956 das Schuhhaus Siller). In den Jahren 1953 bis 1956 ließ Barthel gegenüber seinem kleinen Geschäft das große Eckgebäude errichten, das dann als das „größte Bekleidungshaus des Unterlandes“ bekannt wurde. Im Jahre 1958 eröffnete Barthel noch die Kleiderfabrik WiBa in der Siebeneichgasse und die Gaststätte Postmichel in der Klarastraße 6, die für ihre altdeutsche Einrichtung mit Café und Weinstube und wegen ihrer „gewölbten Tonnendecke“ und „wertvoller und phantasiereicher Kunstschmiedearbeiten“ eine „Attraktion für die 50er Jahre“ war. Barthel begründete die Neubauten damit: „Was nutzt das schönste Geschäft, wenn drumrum nur Ruinen sind und keine Menschen leben“. In der Biedermann-, Siebeneich- und Klostergasse errichtete Barthel Angestelltenhäuser. Als im Jahre 1962 Wilhelm Barthel verstarb, leiteten seine Witwe Helene und der Sohn Hans Barthel das Textilhaus Barthel weiter.

### Modehaus Krauß (1986) und „Heilbronner Kaufhaus“ (2008)
1980 wurde das Haus an das Modehaus Krauß verpachtet und sechs Jahre später nach dem Unternehmen benannt. Im Dezember 2008 wurde in dem traditionsreichen Haus das „Heilbronner Kaufhaus“ eröffnet, ein Einzelhandelsgeschäft.

### Kaufhaus Barthel (2010–2011): Gescheiterte „Rückbesinnung auf die 50er Jahre“
Am Donnerstag, dem 25. März 2010 fand die Wiedereröffnung des Kaufhauses unter dem alten Namen Barthel statt. Damit wollte der Barthel-Enkel Michael Schramm an die Geschichte des Textilhauses anknüpfen, das von seinem Großvater gegründet worden war. Der alte Name sollte bei alten Heilbronnern Erinnerungen wachrufen: „Unter diesem Namen, unter demselben geschwungenen Schriftzug, kauften sie hier von den 50er Jahren bis 1980 ihre Kleidung.“ Das Angebot umfasste im Gegensatz zu den 1950er Jahren neben Bekleidung auch Haushaltswaren und Elektroartikel. Ein geschwungener Schriftzug im Stil der 1950er Jahre schmückte den Eingangsbereich und erinnerte an Wilhelm Barthel, den Gründer des traditionsreichen Heilbronner Unternehmens. Schramms Neubeginn unter altem Namen war nur von kurzer Dauer, im Mai 2011 schloss er das finanziell nicht tragfähige Kaufhaus wieder.

### Kaufhaus Barthel (2011–2017): Neueröffnung
Mit dem Werbespruch „Unter neuer Führung mit neuem Konzept“ öffnete das Kaufhaus Barthel am 29. September 2011 wieder seine Pforten, wurde dann aber schon Ende 2017 nach einem Räumungsverkauf erneut geschlossen. Das Gebäude stand daraufhin leer. Die Stadt Heilbronn überlegte, die Verkaufsfläche in Wohnraum oder ähnliches umzuwandeln.

### Abriss
Im Juli 2018 beschloss der Heilbronner Gemeinderat einen neuen Bebauungsplan, so dass dem Abbruch des Gebäudes, das von Stadtrat Gerd Kempf als „Schandfleck“ bezeichnet wurde, nichts mehr im Wege stand. Die neue Planung ermöglichte einen sechs- bis zehnstöckigen Neubau mit etwa 80 Garagenplätzen auf dem Areal des ehemaligen Kaufhauses Barthel.
Der Abriss des Gebäudes begann im Spätsommer 2020 und war Ende Oktober 2020 nach 56 Tagen vollendet.

## Architektur
Laut Joachim Hennze hatte Willi Ulmer im Jahre 1953 zusammen mit seinem Partner Mühleisen ein „hohes, schlankes, fünfstöckiges Kaufhausgebäude mit aufgesetzter Terrasse“ errichtet, womit sie Akzente am östlichen Rand der Heilbronner Altstadt gesetzt hatten.  Hennze beschreibt das Gebäude weiter: 

„Mit seiner Schmalseite zum Kiliansplatz hin teilt das Haus Klara- und Kilianstraße wie ein Schiffsbug, die seitlichen Fassaden sind durchfenstert. Die fensterlose Seite erhält eine Eckabschrägung und schließt den Komplex so zur Allee hin ab.“